# 飯南町生活路線バス
飯南町生活路線バス（いいなんちょうせいかつろせんバス）は島根県飯石郡飯南町で運行するコミュニティバスである。一部の路線は隣接する島根県雲南市、出雲市、邑智郡美郷町にも乗り入れる。
自家用自動車（白ナンバー）による有償運送である。

## 概要
- 元々合併前の頓原町にて頓原町生活路線バス（とんばらちょうせいかつろせんバス）が、赤来町にて赤来町廃止路線代替バス（あかぎちょうはいしろせんだいたいバス）が運行されていたが、それを両町の合併により発足した飯南町が引き継いだものである。
- 料金は以下の通りとなっている。
  - 下記以外の場合は大人200円、高校生100円、中学生以下は無料。
  - 飯南町 - 出雲市佐田町間、飯南町 - 雲南市間は大人・高校生400円、中学生以下200円。
- 赤名吉田線を除き、全便土曜・日曜・祝日運休。

## 歴史
- 2005年1月1日 頓原町と赤来町の合併による飯南町発足に伴い、両町の町営バスを統合して飯南町生活路線バスとなる。
- 2007年9月1日 谷・赤名・頓原線を美郷町の道の駅グリーンロード大和まで延長。
- 2009年4月1日 雲南市波多地区内の料金を町内料金から町外料金に変更される。障害者への運賃半額の措置を精神障害者などにも拡充。[1]
- 2010年4月1日 時刻・路線変更。[2]
  - 丸山・真木線に上の谷、正善寺向（真木→支所便のみ経由）バス停設置、潮橋バス停廃止。津々良橋、正善寺前バス停は真木→支所便は不経由に変更される。
  - こぶし薬局バス停が設置される。佐見地区内に高津屋橋バス停が設置される。
- 2013年4月1日 高速バスグランドアロー号・みこと号の経路変更に伴い、代替として赤名吉田線を新設する。

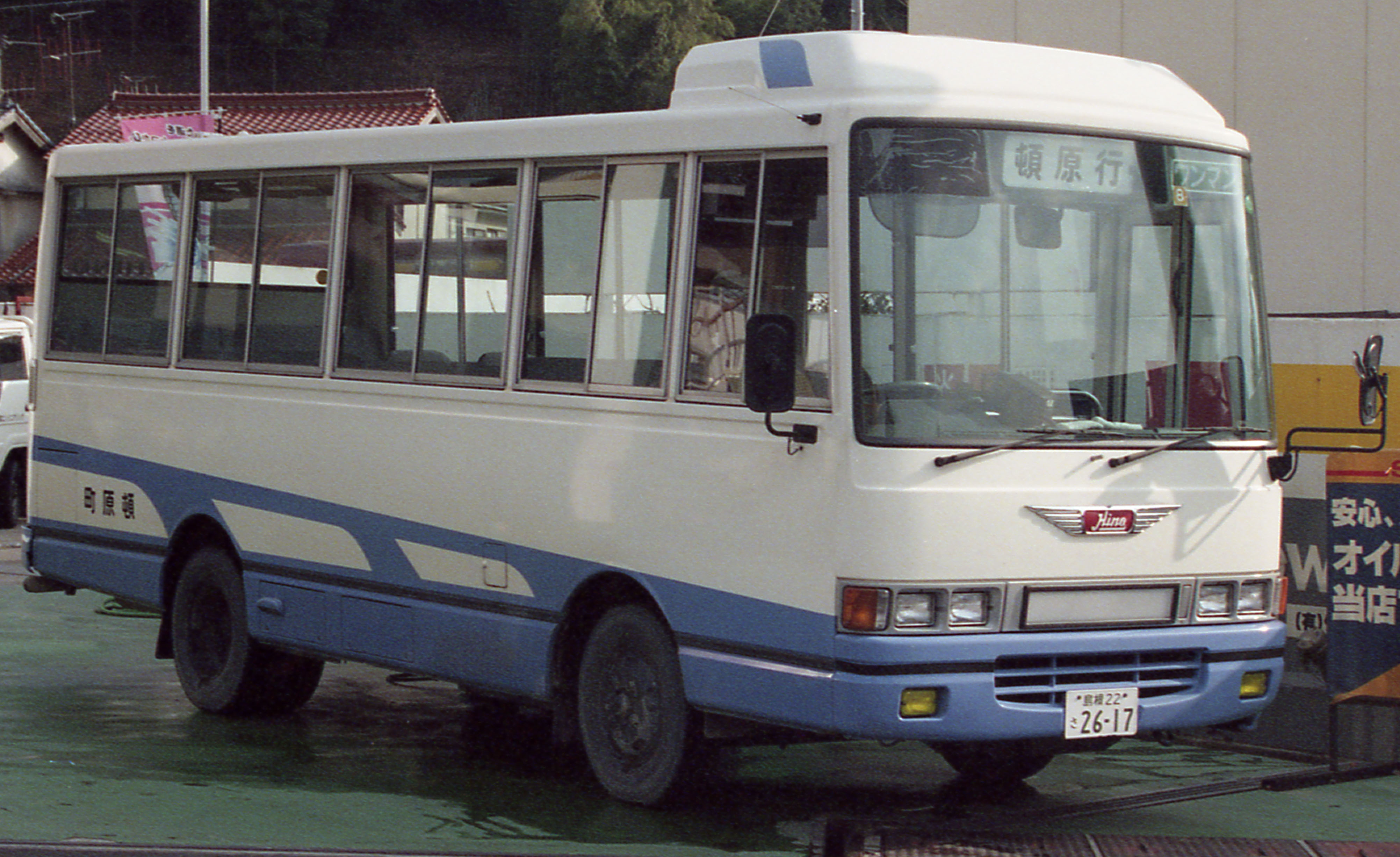
頓原町生活路線バス当時の車両（1997年）
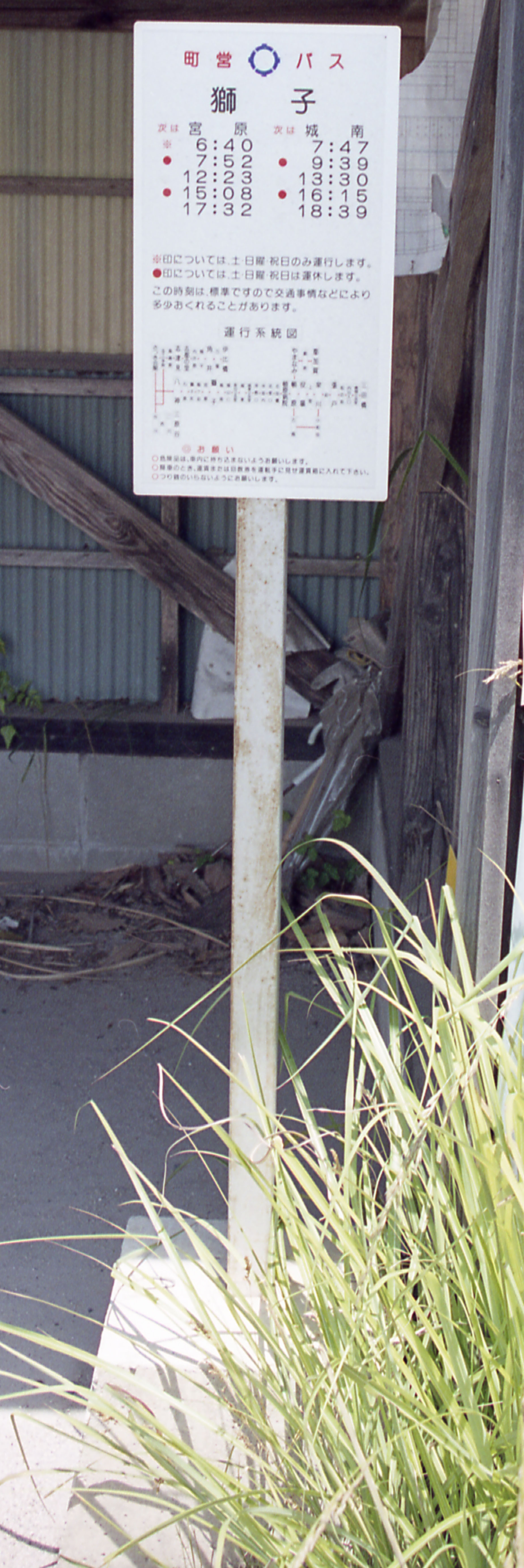
頓原町生活路線バス当時のバス停（2001年）

## 路線
以下の路線が運行されている。なお、詳細な時刻及び運行案内は#外部リンクを参照のこと。
赤名吉田線
- 赤名駅 - 中城子 - 来島 - 頓原 - 道の駅とんばら - 恩谷 - 入間 - 掛合 - 掛合の里 - たたらば壱番地

佐田線
- 頓原 - 飯南病院 - 花栗口 - 獅子 - さつき会館 - 岡 - 波多駐在所前 - 大川西平 - 西須佐公民館 - 佐田支所 - 出雲須佐
- 飯南病院 - 頓原 - やまなみ - 恩谷 - 波多駐在所前 - 大川西平 - 西須佐公民館 - 佐田支所 - 出雲須佐

角井・頓原線
- 伊比橋 - 角井 - 岡 - さつき会館（ - 三原谷 - さつき会館） - 獅子 - 飯南病院 - 頓原（ - 小和田 - 頓原）

頓原・都加賀・奥畑線
- 飯南病院（→小和田）→頓原→やまなみ→都加賀→やまなみ→頓原→飯南病院→迫→三田橋→迫（→頓原）→飯南病院

谷・赤名・頓原線
- やまなみ - 頓原 - 飯南病院 - 下三日市国道（ - 加田の湯） - 来島支所 - 診療所施設前 - 赤名（憩いの郷衣掛前） - 谷 - 畑田下 - 都橋（ - 都賀大橋） - 道の駅グリーンロード大和

丸山・真木線
- 後丸山 - 加田の湯 - 来島支所 - 診療所施設前 - 和南ヶ崎（ - 中学校） - 高橋（→和田八幡宮（真木行のみ）） - 正善寺前（真木行のみ）／正善寺向（真木発のみ） - 真木